# اوکوئی (فلوریدا)
اوکوئی (به انگلیسی: Ocoee) شهری در شهرستان اورنج ایالت فلوریدا است که در سال ۱۹۲۵ بنیان‌گذاری شده‌است. این شهر طبق سرشماری سال ۲۰۱۰ میلادی، ۳۲٬۶۵۳ نفر جمعیت داشته و مساحت آن نیز ۳۶٫۴ کیلومتر مربع است.